# Thomas Biagi
Thomas Biagi, född 7 maj 1976 i Bologna, Italien, är en italiensk racerförare.

## Racingkarriär
Biagi tävlade i internationella sammanhang först i Formel 3000, där han 1995 kolliderade med Marco Campos på Circuit de Nevers Magny-Cours, i en krasch där Campos bil flög in i muren och spanjoren avled. Biagi tillbringade sedan några anonyma år i inhemska serier, innan han blev fyra i Italian Formula 3000 1999, följt av en ny fjärdeplats 2000 och en andra plats bakom Felipe Massa 2001, då serien bytt namn till Euro Formula 3000.
Biagi gjorde sin GT-debut 2003, där han vann GT1-klassen i FIA GT, tillsammans med Matteo Bobbi. Efter ett år i Le Mans Series 2004 återvände han till sitt GT-team, och vann så småningom titeln 2007, men den här gången med flera medförare, vilket gjorde att han tog titeln ensam. 2008 körde Biagi i GT2-klassen med en Ferrari, men lyckades inte upprepa sina GT1-framgångar från tidigare år.
2009 var han tillbaka i GT1-klassen, men nådde inte toppen i något av säsongens race. Under säsongen bytte han även team och bil, mellan Ford GT och Chevrolet Corvette C6R. Totalt slutade han på nionde plats.
Säsongen 2010 bytte Biagi till standardvagnsracing och Superstars Series. Redan under sin första säsong med Roberto Ravaglias Team BMW Italia, tog han förartiteln, långt före Luigi Ferrara i CAAL Racings Mercedes C63 AMG. Italienaren fortsätter i samma bil och mästerskap även 2011.